# Улица Грибоедова (Тбилиси)
Улица Грибоедова (груз. გრიბოედოვის ქუჩა) — в Тбилиси, в районе Мтацминда, от улицы Вано Сараджишвили до улицы Бесики.

## История
Современное название получила в 1881 году в честь русского поэта, государственного деятеля и дипломата Александра Грибоедова (1795—1829).
Прежнее название (1843—1881) — Комендантская.

## Достопримечательности
д. 8-10 — Тбилисская государственная консерватория имени Вано Сараджишвили
д. 13 — бывший дом Овнаняна
д. 14 — бывший дом Тунебегова
д. 15 — бывший дом М. Ананова (1903, архитектор Г. А. Саркисян), сохранилась уникальная парадная
д. 18 — Дом-музей Тициана Табидзе
д. 22 — Тбилисская государственная академия художеств, Музей Государственной академии живописи
Федосеевская церковь у выхода улицы к проспекту Руставели перестроена в гражданское здание
На стене у д. 37/44 по улице нанесено граффити Мураками

## Известные жители
- Константин Гамсахурдиа (д. 21)
- Митрофан Лагидзе (собственный дом, 1916—1922)
- народная артистка Грузии Мери Накашидзе (д. 20, 1937—1986, мемориальная доска)[10]
- Булат Окуджава (д. 9)[3]
- Борис Пастернак (д. 18, в квартире Табидзе)[11]
- Сергей Судейкин[12]
- Тициан Табидзе (д. 18, мемориальная доска)

В годы Великой Отечественной войны в эвакуации на улице жил Олег Басилашвили.